# Palazzo del Comune (Cremona)
Il Palazzo del Comune è uno storico edificio della città di Cremona in Lombardia.
Si articola su due cortili occupando l'isolato fra Piazza del Comune, Piazza Stradivari e Via Lombardini. È la sede storica del Consiglio cittadino, impiantato in uno dei più antichi broletti della regione.
Rappresenta uno dei grandi esempi dell'architettura civico-medievale d'Italia.

## Storia

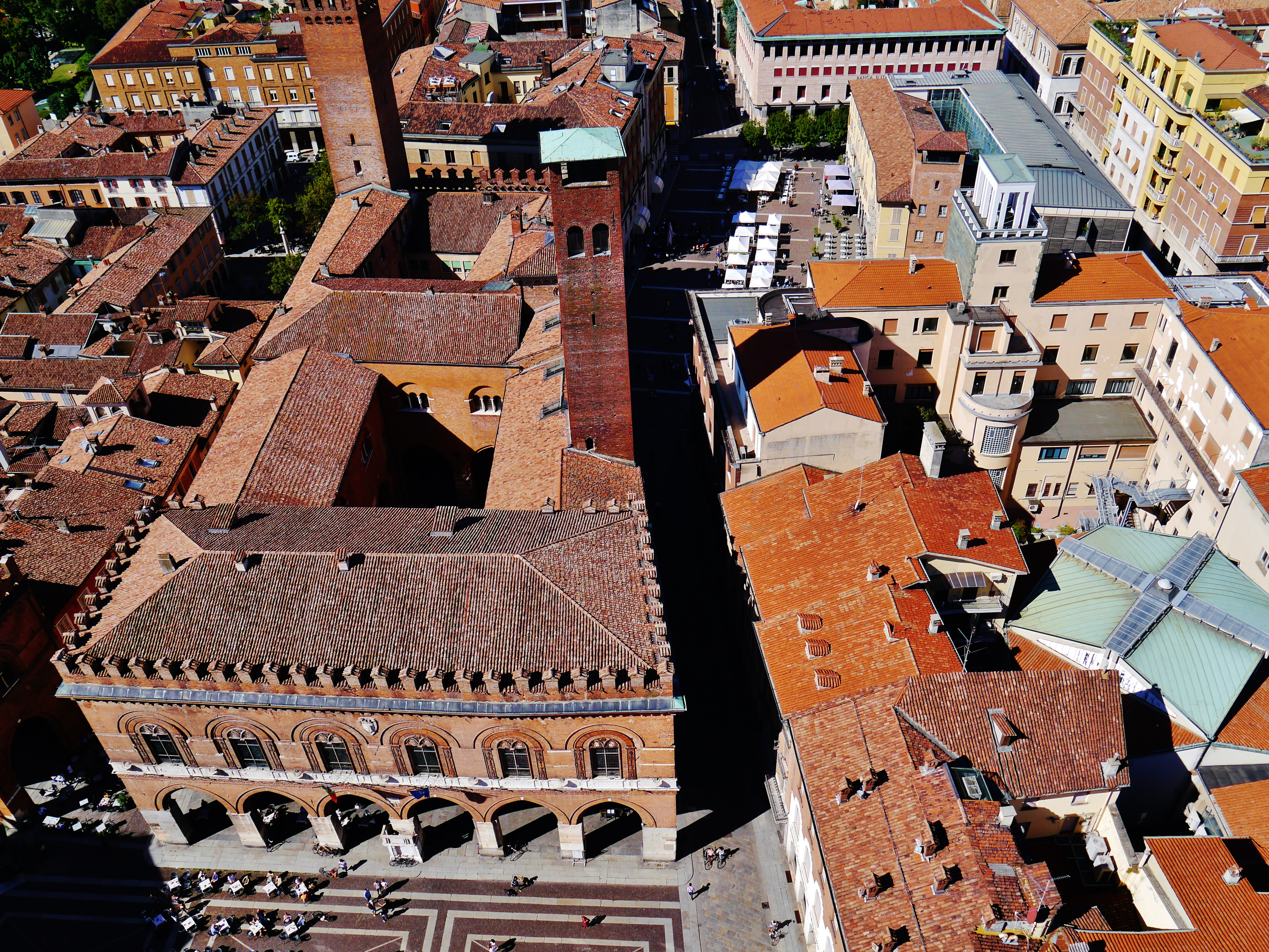
Il complesso visto dal Torrazzo.

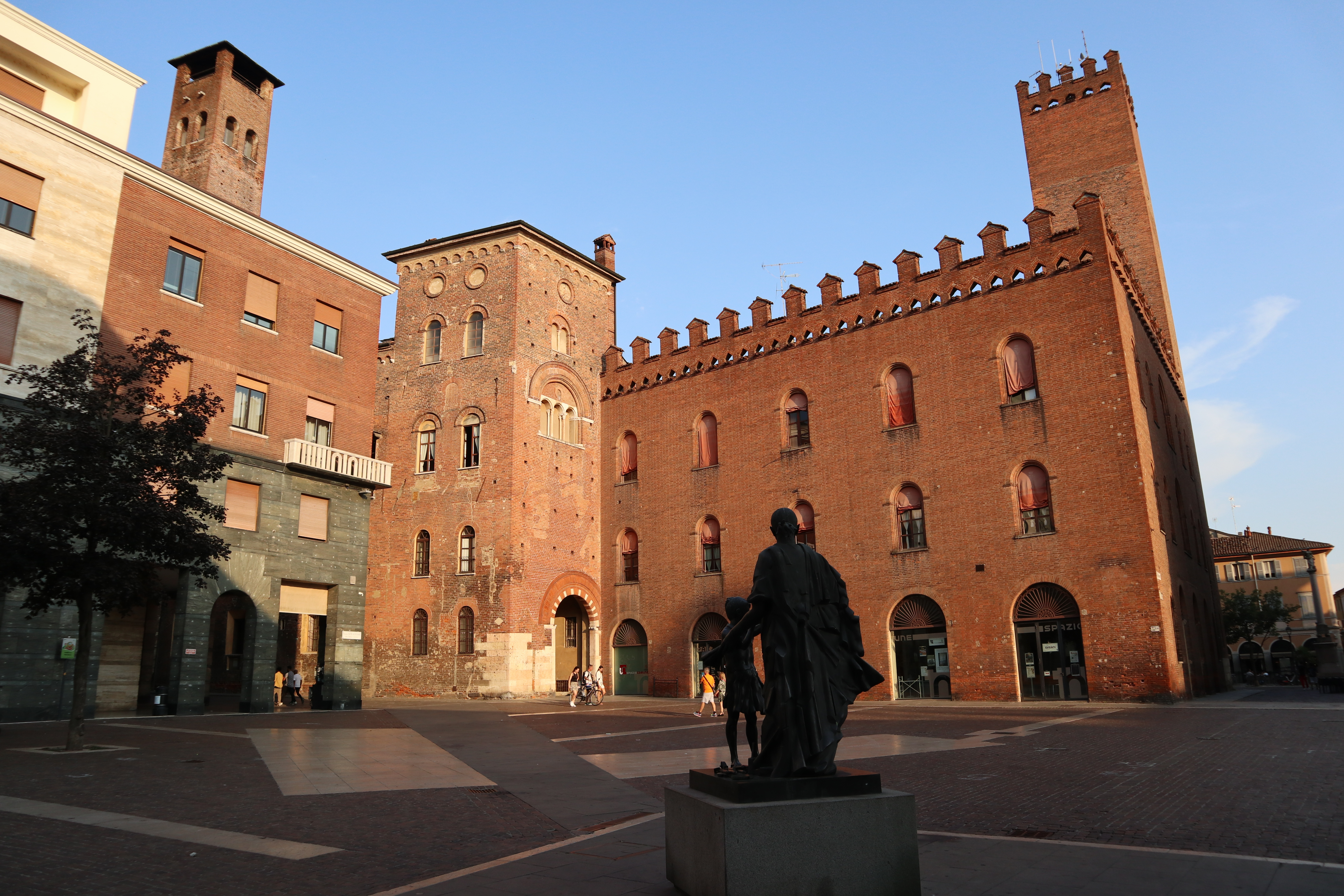
La parte posteriore della Guardiola.

Il palazzo venne eretto nel 1206, su disegno dell'architetto Valerio Tommasino. Sorge sul luogo di uno già preesistente, nella forma architettonica tipica del broletto lombardo, che in seguito fu ampliato e rimaneggiato più volte durante i secoli. 
Una prima fase, iniziata a partire dal 1245-46, vide la ristrutturazione del palazzo e la costruzione delle tre ali occidentali, a formare il primo cortile, inglobando la più antica Torre civica di via Baldesio, unico resto del palazzo del primo '200. In seguito venne eretta la cosiddetta Guardiola (parte posteriore compresa fra piazza Stradivari, via Lombardini e piazza della Pace), comprendente l'angolare Torre dei Condannati, che accoglieva il giudice, i tribunali e le prigioni.
Dal 1496 l'edificio venne interessato da sostanziali modifiche ad opera di Bernardino de Lera. In particolare riguardarono la facciata dove le originali trifore duecentesche vennero sostituite dagli ampi finestroni rettangolari, nonché con l'aggiunta del un nuovo pulpito marmoreo, disegnato nel 1507 da Lorenzo Trotti addossato pilastro centrale della loggia. 
Un nuovo rimaneggiamento si ebbe fra il 1568 e il 1578, sotto la direzione di Francesco Dattaro, già attivo nel cantiere del Duomo. Questo cantiere coinvolse soprattutto gli interni: lo spazio, che prevedeva un'unica grande sala per le riunioni del popolo del Comune, fu suddiviso in nuovi ambienti di minori dimensioni; e lo scalone.
La facciata venne nuovamente ritoccatata nel 1838 dall'architetto cremonese Luigi Voghera, il quale arricchì le grandi finestre di lesene e decorazioni in cotto. Coeva anche l'aggiunta della fascia in marmo bianco con mensoloni, di ispirazione neorinascimentale.

## Descrizione

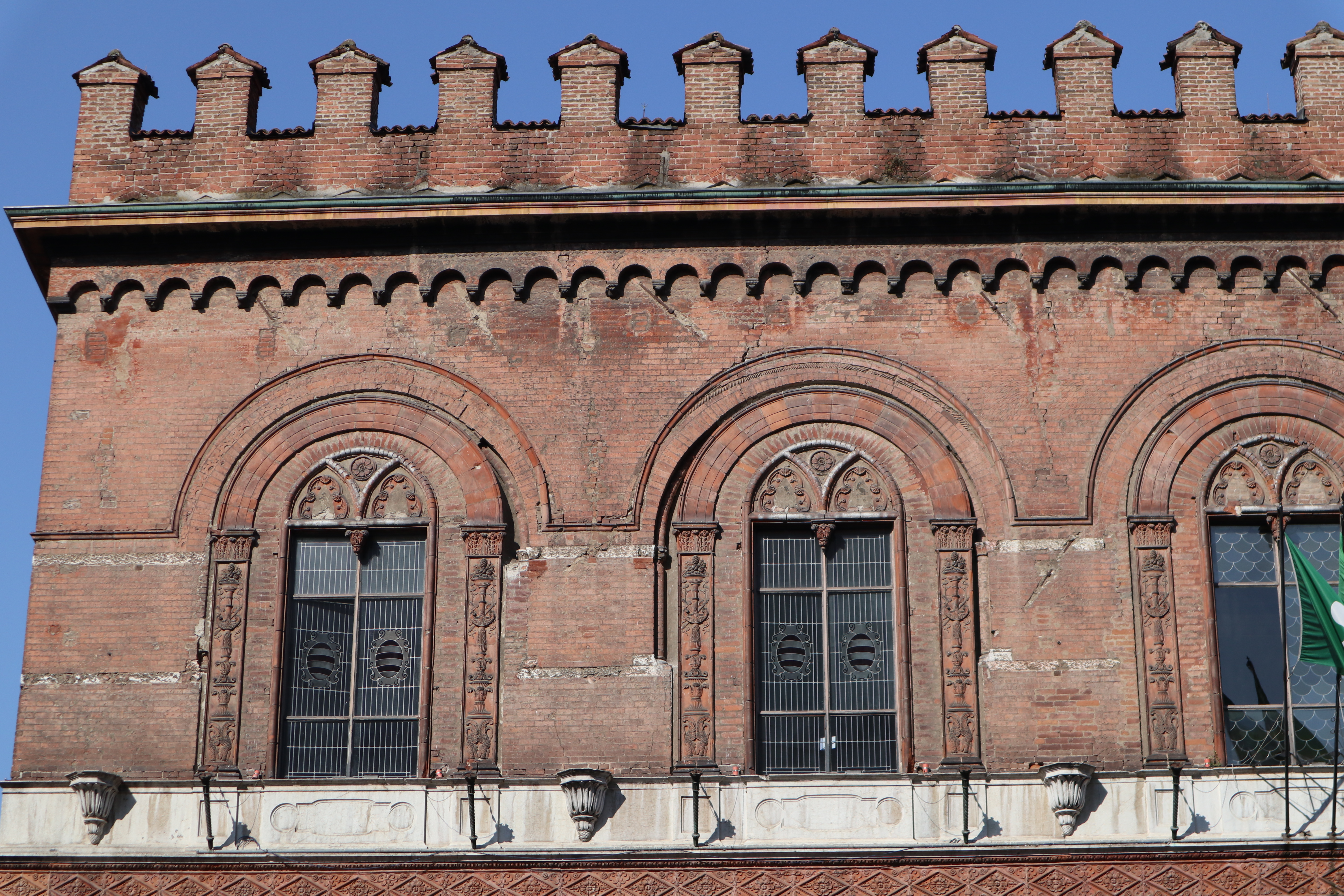
I finestroni del primo piano.

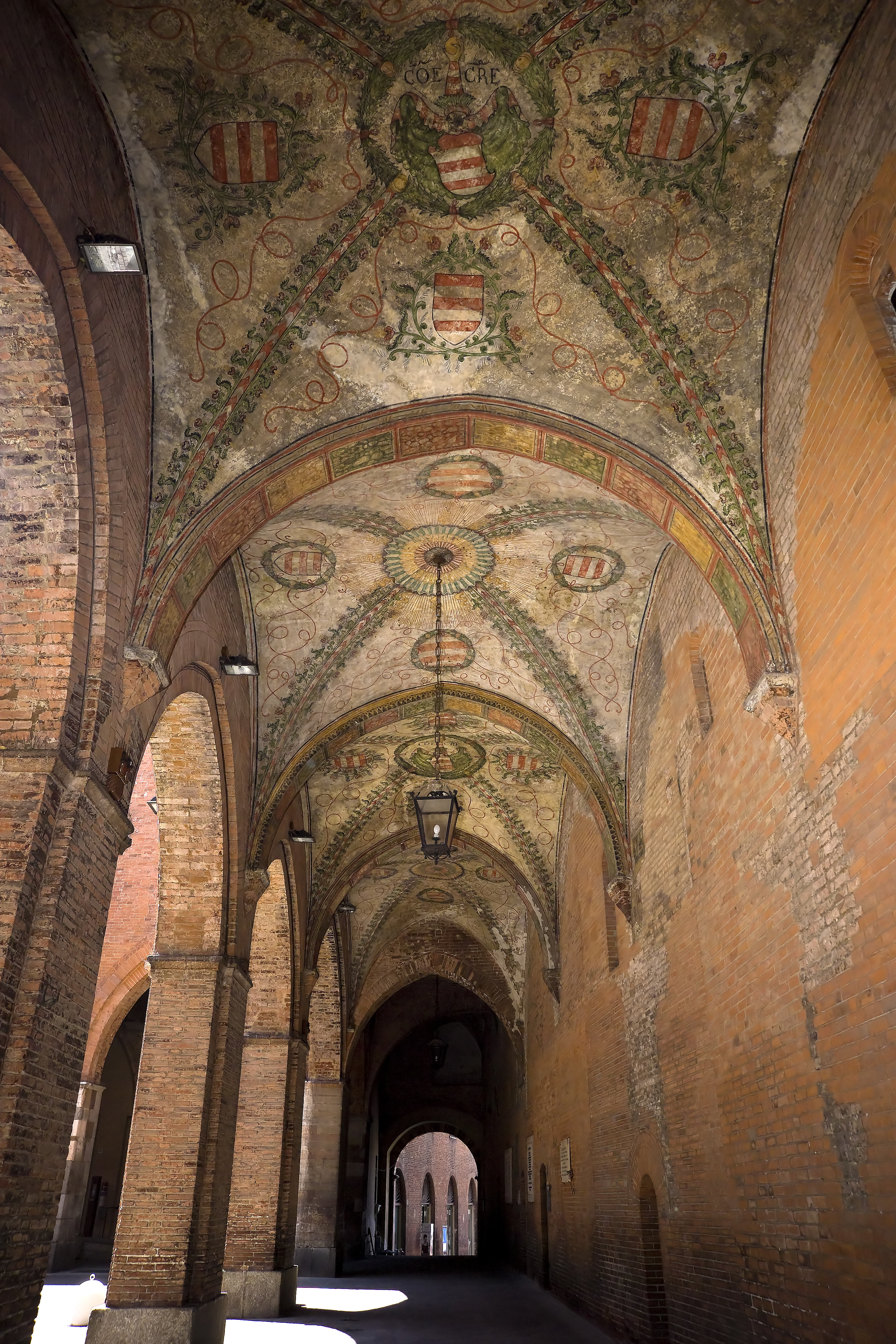
Portico del primo cortile.

### Esterno
Il palazzo si articola intorno a due cortili interni di forma quadrangolare. La facciata sulla piazza si erge su un portico con resti d'affreschi duecenteschi. Pilastri quadrangolari in pietra reggono archi a sesto acuto. Al piano superiore arcate cieche a tutto tondo inquadrano quei finestroni che sostituiscono le trifore medievali. Corona il tetto una merlatura decorativa con terminazioni a capanna.
Più disomogeneo risulta il resto del complesso, costituito da edifici aggiunti duranti fasi costruttive successive. Sul lato destro svetta la torre civica con alla sommità la cella campanaria che accoglieva, in origine, due campane di diversa grandezza: quella piccola destinata alla convocazione del Consiglio comunale e quella grande per avvisare di eventuali incendi o per annunciare le condanne; entrambe venivano fatte suonare a festa nel giorno di Sant'Omobono. Il lato posteriore è incentrato sul corpo merlato della Guardiola che ingloba la torre angolare dei Condannati.

### Primo cortile
Il cortile principale, orientale, è di forma rettangolare e si apre dal portico della facciata. Contornato anch'esso da portici ogivali, tipici dei broletti lombardi, presenta volte e lunette affrescate nel 1506-08 con stemmi civici e motivi vegetali. 
Il primo piano è caratterizzato da una serie di trifore duecentesche. Lo scalone in fondo alla corte, con affreschi della fine del XIII secolo, venne rimaneggiato nel XVI secolo e rifatto nel XIX dal Voghera. Conduce al primo piano, da cui s'accede tramite un portale bramantesco realizzato nel 1575 inglobando marmi della facciata

### Le sale
Diverse sale accolgono mirabili opere d'arte:
- Sala degli Alabardieri decorata con alcuni affreschi duecenteschi
- Sala del Consiglio o dei Quadri, che ospita sul fondo la copia del portale di Palazzo Stanga - Rossi di San Secondo, oggi al Museo del Louvre e grandi tele provenienti da chiese soppresse:
  - Raccolta della Manna, di Grazio Cossali, 1597
  - Ultima Cena e Moltiplicazione dei Pani (1647), Genovesino
  - Assunzione della Vergine e Sacrificio di Abramo, Francesco Boccaccino
- Sala della Consulta, ristrutturata nel XVIII secolo con stucchi rococò e otto tondi dipinti sul soffitto raffiguranti 'le 'Virtù del Buon Governo, opere eseguite nel 1928-29 da Antonio Rizzi.
- Sala della Giunta, ove è collocato il prezioso camino scolpito in marmo opera del 1502 di Giovanni Gaspare Pedoni.

## Galleria d'immagini

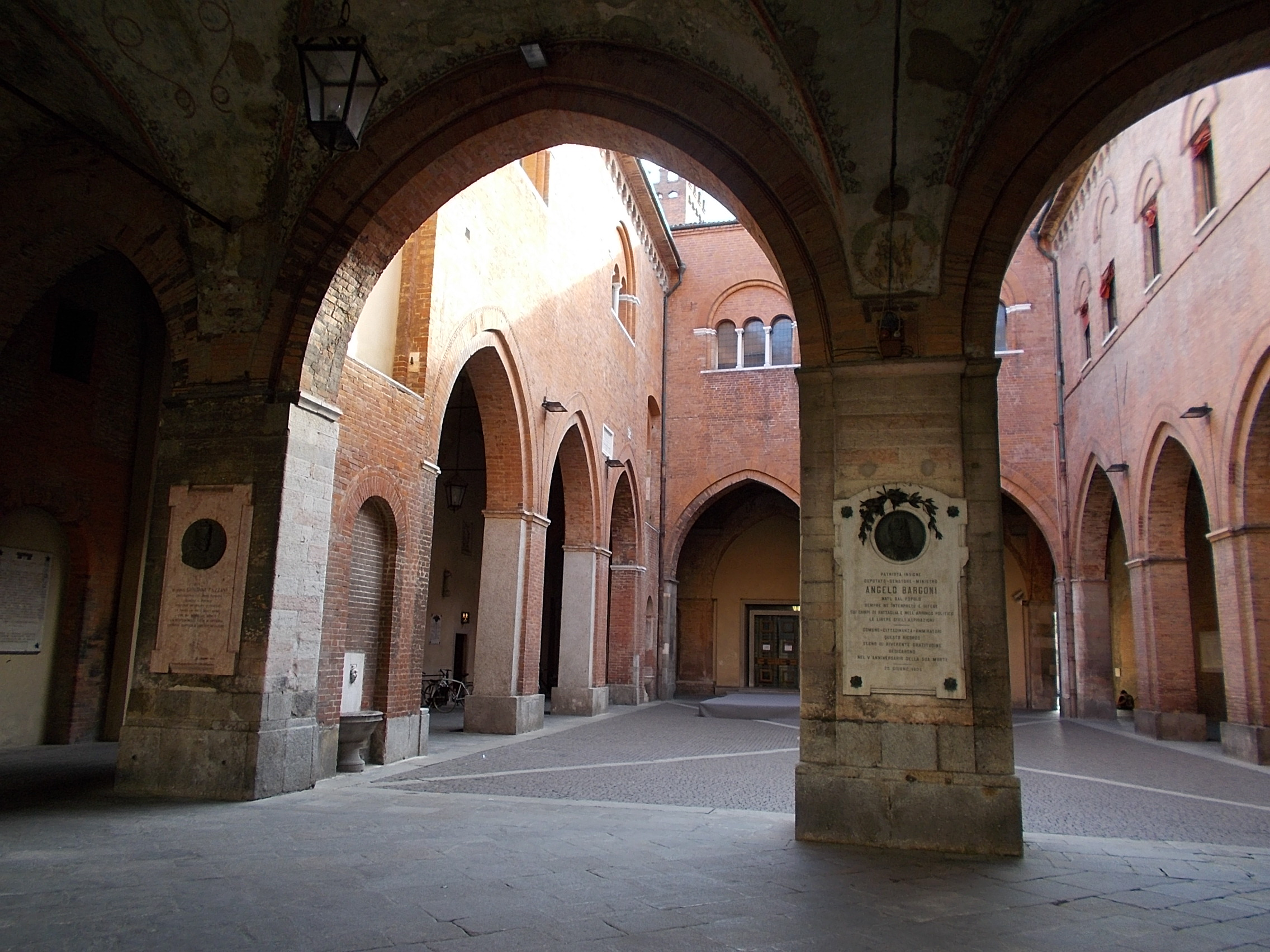
Il primo cortile
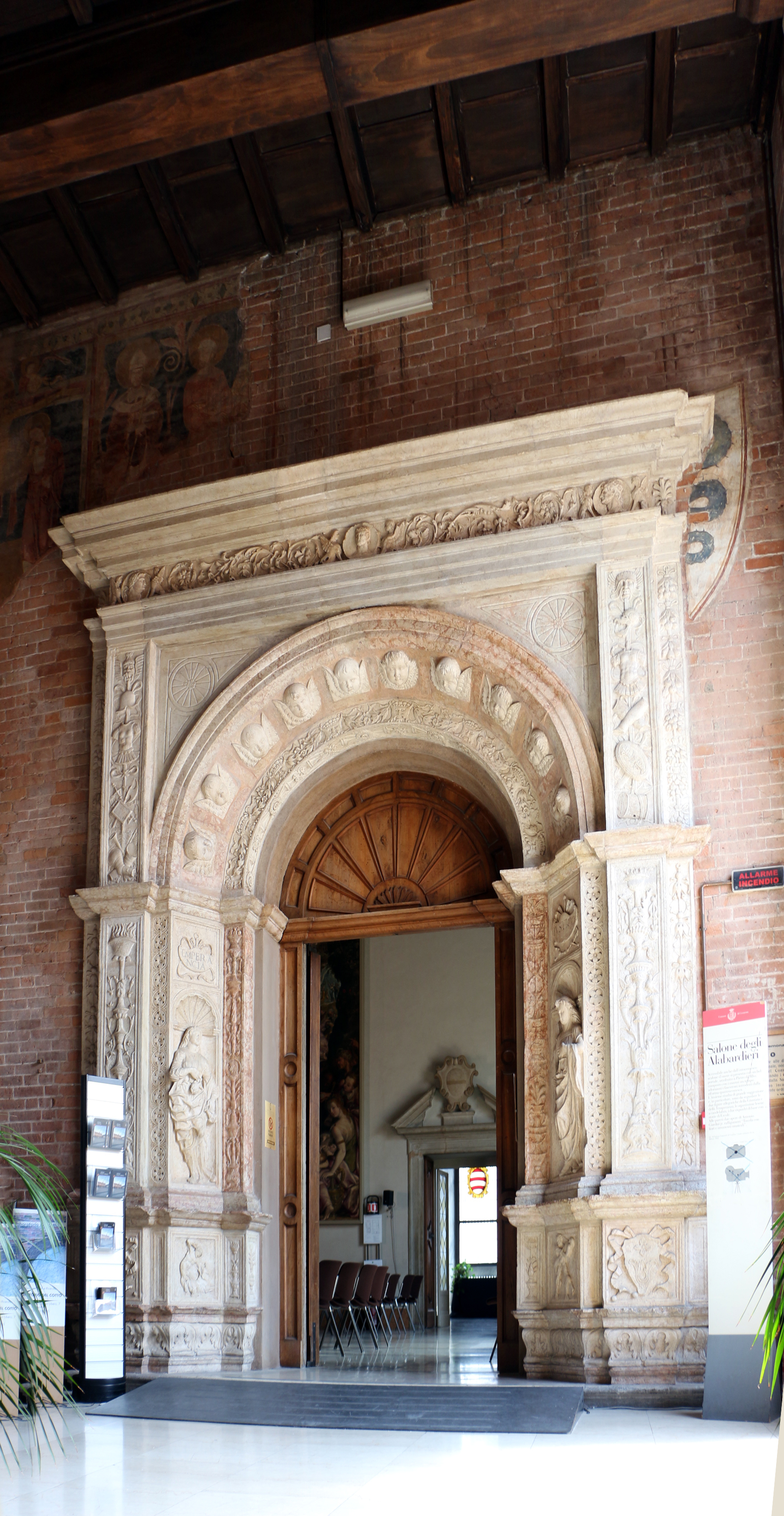
Il portale bramantesco
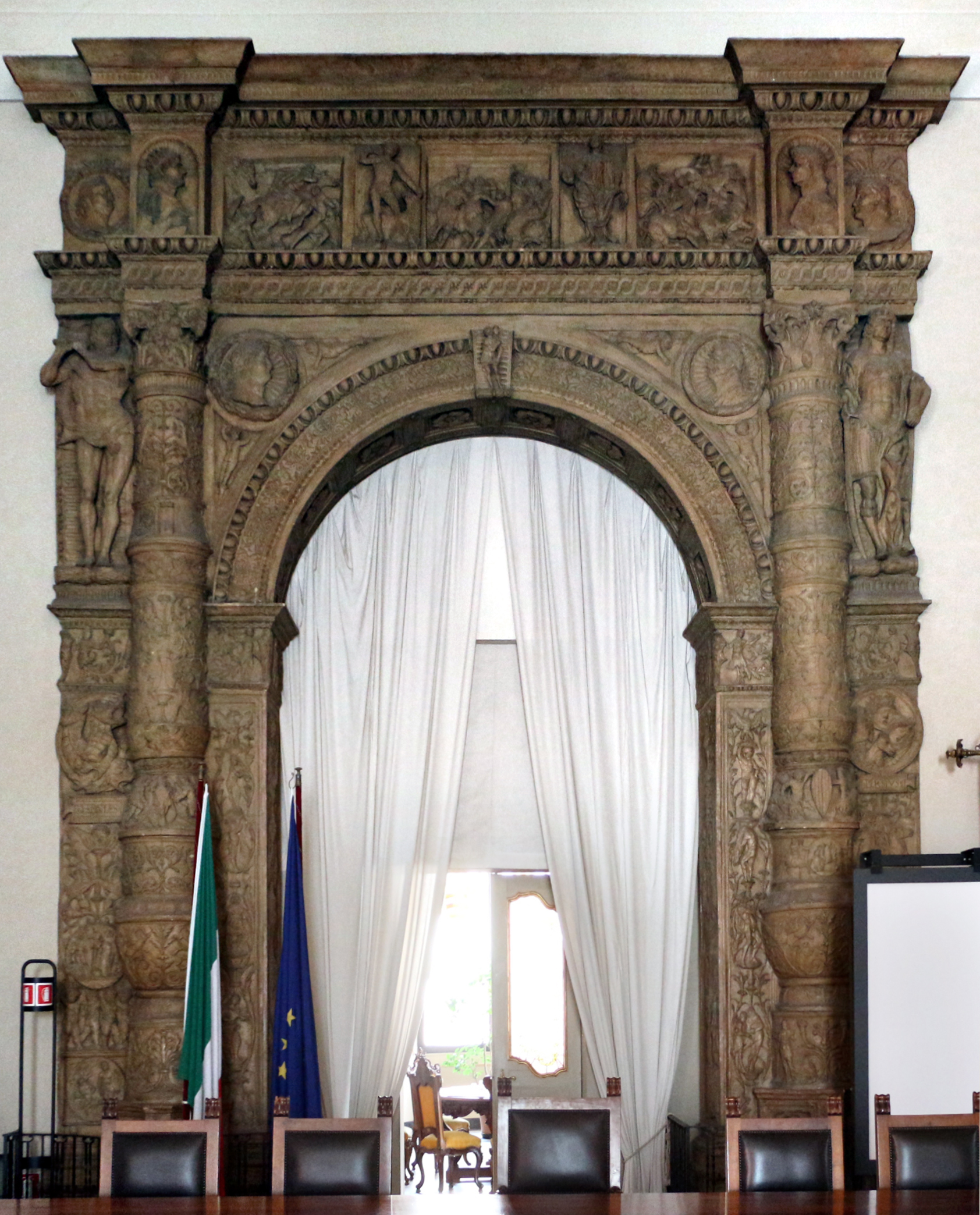
Copia della Porta Stanga
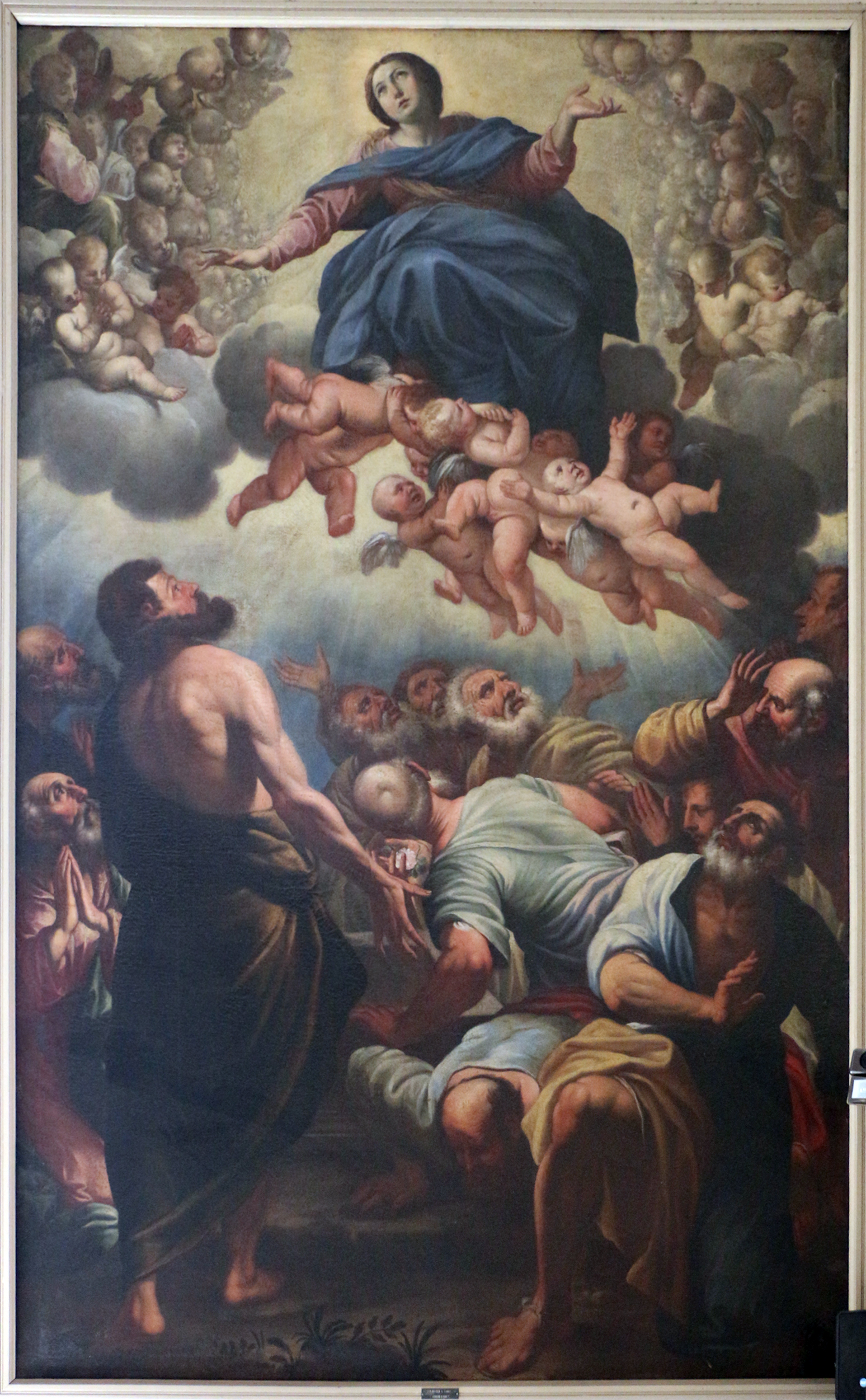
Assunzione di F. Boccaccino
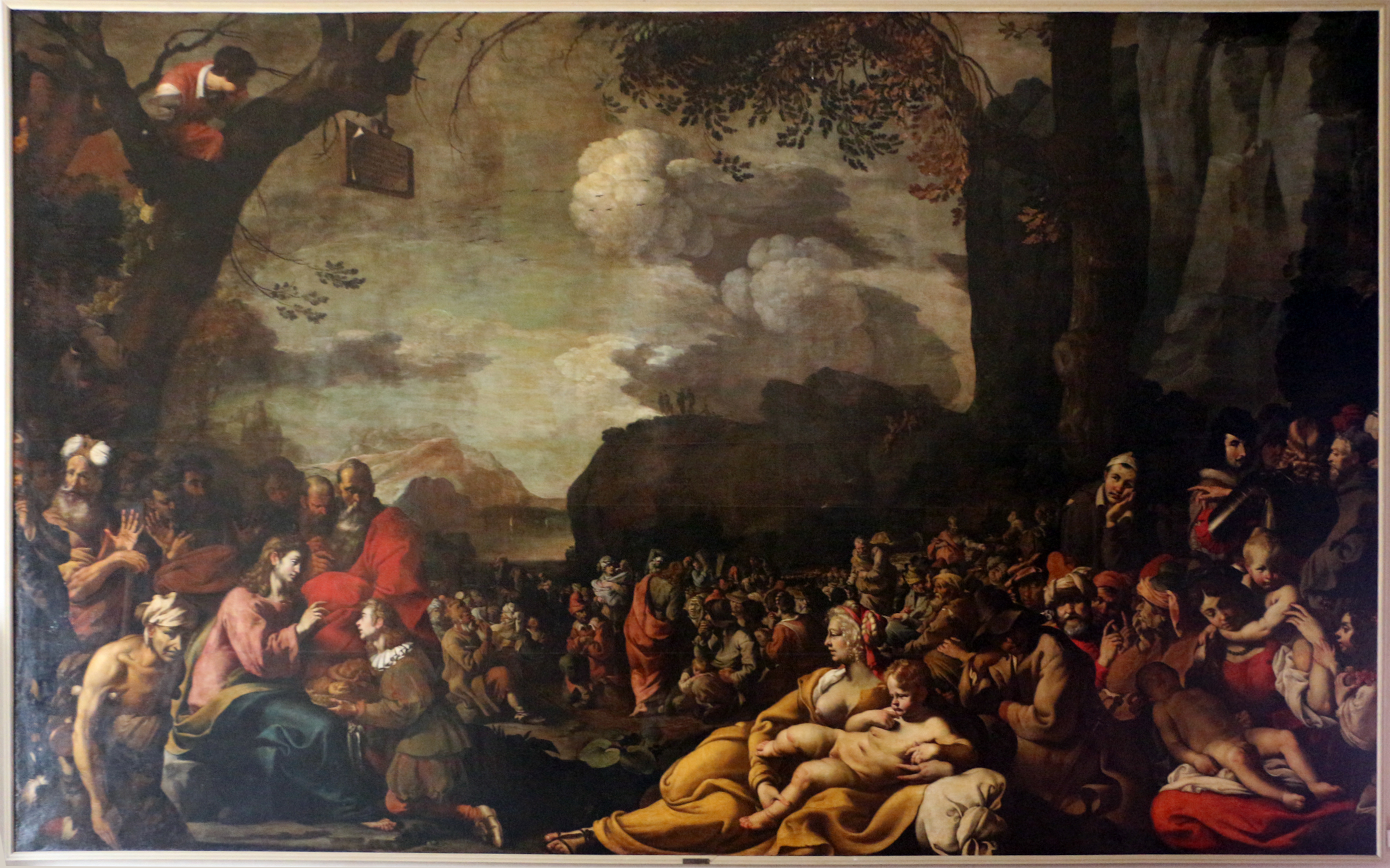
Moltiplicazione dei Pani del Genovesino
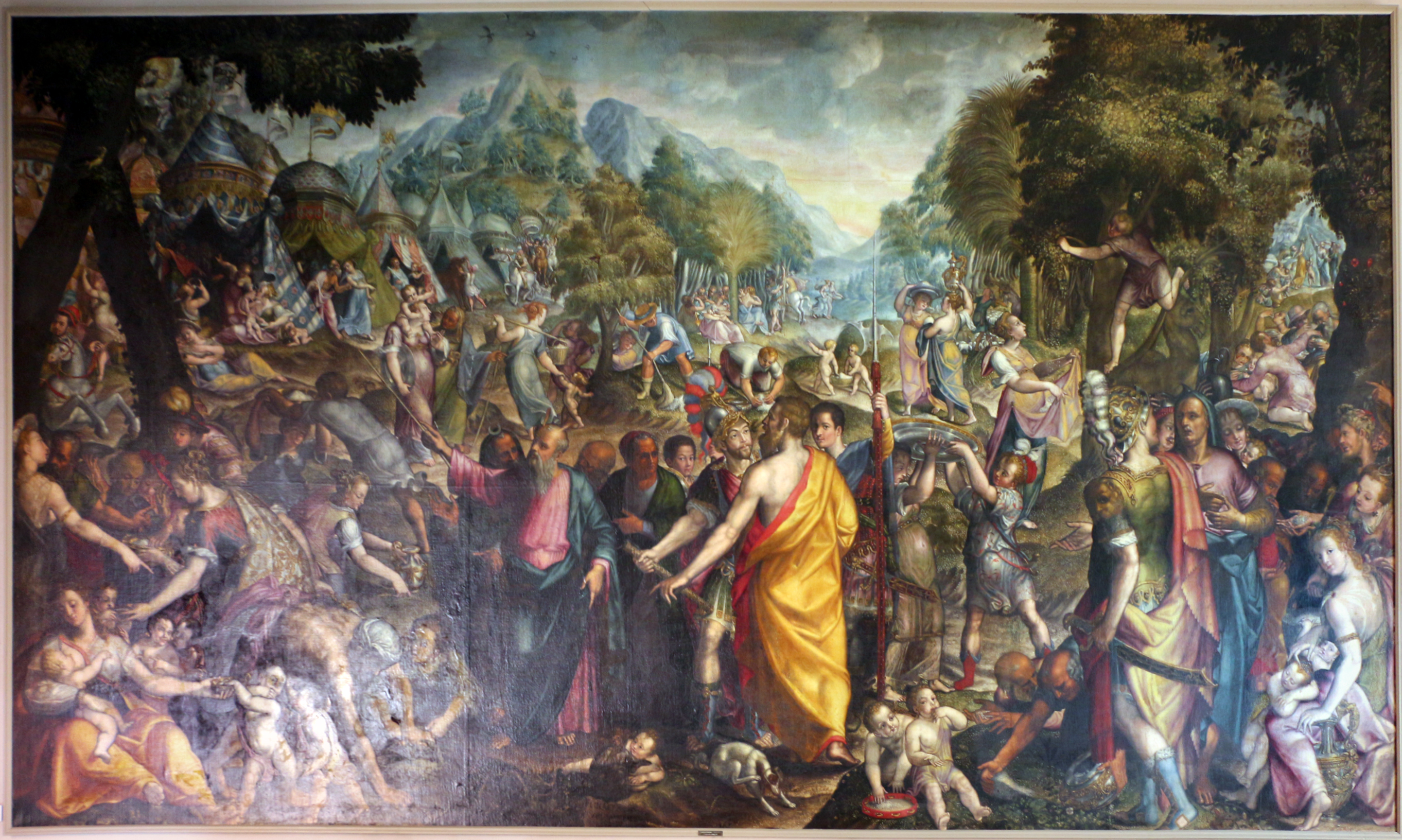
Raccolta della Manna, G. Cossali